# Заречье (Пригородная волость)
Заречье — деревня в Новосокольническом районе Псковской области России. Входит в состав Пригородной волости.

## География
Расположена на правом (южном) берегу реки Удрай (Большой Удрай), в 10 км к западу от города Новосокольники. Напротив, на противоположном (левом) берегу Удрая, находится деревня Старосокольники.

## Население
| 2001 | 2002 | 2010 |
| ---- | ---- | ---- |
| 96   | ↘89  | ↘64  |

## История
С 1995 до 2005 года деревня входила в состав Маевской волости, с 2006 до 2015 года — в состав ныне упразднённой Окнийской волости.